# Friedrich Hermann Flayder

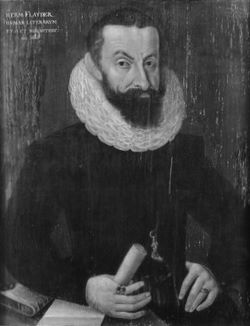
Friedrich Hermann Flayder
Öl auf Holz, datiert 1640

Friedrich Hermann Flayder (getauft 10. Oktober 1596 in Tübingen; † 6. April 1644 in Tübingen) war einer der letzten großen Tübinger Dichterhumanisten und Dramatiker.

## Leben
Gebürtiger Tübinger, immatrikulierte sich Flayder schon 1611 als Fünfzehnjähriger an der Universität seiner Heimatstadt. 1615 erwarb er den Magistergrad in den freien Künsten, und setzte anschließend seine klassischen Studien fort. 1620 erfolgte seine Berufung zum außerordentlichen Professor der Klassik. Gleichzeitig lehrte er noch bis 1628 an der Tübinger Fürstenschule, wo die meisten seiner Schuldramen entstanden. 1635 erfolgte die Berufung zum Ordinarius, 1638 zum Dekan. Von 1628 bis zu seinem Tod 1644 verwaltete er zugleich das Amt des Universitätsbibliothekars.

## Familie
Er war Sohn von Jakob (* 12. Mai 1575, Plieningen), dem Sohn eines württembergischen Dekans. Seine Mutter war Agnes, Tochter des Schlosshauptmanns Johann Hermann Ochsenbach (* um 1525) und Enkelin des Hohentübinger Burgvogts Hans Hermann Ochsenbach.
In erster Ehe heiratete er am 10. September 1620 Maria Jakobe († 1635), Tochter des Georg Schreier († 1622), Amtmann in Bebenhausen, und hatte mit ihr 7 Kinder. In zweiter Ehe heiratete er am 8. Dezember 1636 Anna Katharina von Mie, mit der er ein Kind hatte.

## Werke (Auswahl)
- (Hrsg.) Anakreon: Omnia, quae extant. Tübingen 1622
- De arte volandi. Tübingen 1627 (dt. Curieuse Gedancken von der Kunst zu fliegen, Frankfurt am Main 1737) UB Halle
- Vita, mors et opera … Jani Gruteri. Tübingen 1628 (Biografie)
- Ausgewählte Werke, hrsg. Gustav Bebermayer, Leipzig 1925 archive.org

## Werk- und Literaturverzeichnis
- Gerhard Dünnhaupt: Friedrich Hermann Flayder (1596–1640). In: Personalbibliographien zu den Drucken des Barock. Band 2. Hiersemann, Stuttgart 1990, ISBN 3-7772-9027-0, S. 1484–89.